# Réserve naturelle de Karlsrudtangen
La réserve naturelle de Karlsrudtangen (environ 90 hectares, dont 65 d'eau) est une réserve naturelle norvégienne située à Ringerike, comté de Buskerud. La réserve naturelle est située dans la partie nord du Nordfjorden (Tyrifjorden), à l'embouchure de la Sogna. La réserve naturelle a le statut de site Ramsar et fait partie à la fois du système de zones humides de Tyrifjorden et de la Zone de conservation des oiseaux de Tyrifjorden. La zone est particulièrement importante pour les oiseaux migrateurs et autres oiseaux des zones humides.
La réserve a été créée le 28 juin 1985 pour préserver une riche zone humide, qui fait partie d'un système plus vaste de zones humides. Site Ramsar depuis 1996, le plan de gestion  de la réserve a été adopté le 28 mai 1997.
Le lac est très peu profond. La réserve est d'une importance particulière en tant que lieu de repos pour les oiseaux des zones humides dont 61 espèces ont été identifiées.